# Jozef Piaček
Jozef Piaček (* 20. Juni 1983 in Zlaté Moravce) ist ein slowakischer Fußballspieler.

## Jugend
Piaček spielte in seiner Jugend erst für Calex Zlaté Moravce, später für FK AS Trenčín.

## Vereinskarriere
Den ersten Profivertrag bekam im Jahr 2004 Piaček beim FC Zlaté Moravce. Er spielte zweieinhalb Jahre für den lettischen Verein Skonto Riga. Im Juli 2008 erhielt Piaček beim MŠK Žilina einen Vertrag für drei Jahre. Piaček spielte bei fünf Spielen seines Vereins in der Gruppenphase der UEFA Champions League 2010/11, zusammen mit der Qualifikation spielte er zehnmal.

## Nationalmannschaft
Piaček bestritt nur ein Spiel in der slowakischen U-21-Nationalmannschaft.
Am 14. August 2013 gab Piaček im Spiel gegen Rumänien (1:1) sein Länderspiel-Debüt für die Slowakei.

## Erfolge
- Meister der Slowakei: 2009/10